# My Sweet Lord
«My Sweet Lord» –en español: «Mi dulce Señor»– es una canción del músico británico George Harrison, publicada en el álbum de estudio All Things Must Pass en noviembre de 1970. Lanzada también como primer sencillo de su carrera en solitario tras la separación de The Beatles, «My Sweet Lord» alcanzó el primer puesto de las listas de éxitos de numerosos países y fue el sencillo más vendido del Reino Unido en 1971. Originalmente, Harrison dio la canción a su compañero de Apple Records Billy Preston. Su versión, coproducida por Harrison, apareció en el álbum de Preston Encouraging Words en septiembre de 1970. 
Harrison escribió «My Sweet Lord» como una alabanza al dios hindú Krishna, mientras que al mismo tiempo intentó que la letra sirviera como una llamada a abandonar el sectarismo religioso, con una mezcla deliberada del «Aleluya» judío, cánticos de Hare Krishna y oraciones védicas. La grabación contó con la producción de Phil Spector e incluyó por primera vez la distintiva técnica de la guitarra slide en un álbum de Harrison, que un biógrafo describió como «musicalmente tan distintivo como la marca del zorro». Entre los músicos participantes en la grabación se incluyeron Preston, Ringo Starr, Eric Clapton y el grupo Badfinger.
A mediados de la década de 1970, «My Sweet Lord» fue el centro de una demanda de infracción de derechos de autor muy publicitada, debido a su similitud con el tema de Ronnie Mack «He's So Fine», un éxito para el grupo de Nueva York The Chiffons. En 1976, y a pesar de defenderse diciendo que usó el himno cristiano «Oh Happy Day» como inspiración, la sentencia confirmó que Harrison había plagiado inconscientemente la canción. 
Harrison interpretó «My Sweet Lord» en The Concert for Bangladesh en agosto de 1971 y sigue siendo la composición más conocida de su carrera musical en solitario. El músico regrabó la canción en 2000 para incluirla como tema extra de la reedición de All Things Must Pass. La regrabación, publicada también como sencillo, volvió a alcanzar el primer puesto en el Reino Unido. Numerosos artistas, incluyendo Andy Williams, Peggy Lee, Edwin Starr, Johnny Mathis, Nina Simone, Julio Iglesias, Richie Havens, Megadeth, Boy George, Elton John, Jim James, Bonnie Bramlett y Elliott Smith, han versionado la canción. «My Sweet Lord» figura en el puesto 460 de la lista de las 500 mejores canciones de todos los tiempos, elaborada por la revista Rolling Stone.

## Trasfondo
George Harrison comenzó a escribir «My Sweet Lord» en diciembre de 1969 cuando estaba con Billy Preston y Eric Clapton en Copenhague, Dinamarca, como invitados de la gira europea de Delaney & Bonnie. En ese momento, Harrison ya había compuesto las canciones «Hear Me Lord» y «Gopala Krishna», así como el tema «Sing One for the Lord» junto a Preston. Además, había producido dos canciones de temática religiosa para la compañía de The Beatles Apple Records: el sencillo de Preston «That's the Way God Planned It» y la canción de Radha Krsna Temple «Hare Krishna Mantra». La última fue una adaptación musical de un antiguo mantra hindú interpretado por la asociación International Society for Krishna Consciousness, coloquialmente llamada «el movimiento Hare Krishna».
La parada en Copenhague marcó el final de la gira de Delaney & Bonnie, con una residencia de tres noches en el Falkoner Theatre entre el 10 y el 12 de diciembre. Según su testimonio judicial en 1976, «My Sweet Lord» fue concebida mientras los miembros de la banda estaban asistiendo a una conferencia de prensa y él había subido a una habitación del teatro. Harrison recordó improvisar acordes en la guitarra y alternando entre frases cantadas de «Aleluya» y «Hare Krishna», antes de comentar la idea con otros y de desarrollar las voces del coro. Sin embargo, Delaney Bramlett comentó que la idea de la canción se originó al preguntarle cómo hacer para escribir una genuina canción góspel, a lo que Bramlett contestó improvisando las palabras «Oh my Lord» mientras su mujer Bonnie y la cantante Rita Coolidge añadían «hallelujah» como respuesta. No obstante, el periodista británico John Harris ha cuestionado la veracidad de la declaración de Bramlett, la cual comparó con «una historia fanfarrona de pescador del tipo "era así de grande"».
Usando el himno «Oh Happy Day» como inspiración, Harrison continuó trabajando en la canción con alguna aportación de Preston.

## Composición
La letra de «My Sweet Lord» refleja el deseo a menudo declarado de Harrison de tener una relación directa con Dios, y fue redactada con una sencillez que lo hizo identificable a todos los creyentes, independientemente de su religión. El autor Ian Iglis observó un grado de impaciencia «comprensible» en el verso: «Really want to see you, Lord, but it takes so long, my Lord». Al final de la segunda estrofa, Harrison declara su deseo de conocer también a Dios y el intento por conciliar su impaciencia:

I really want to know you 
 Really want to go with you 
 Really want to show you, Lord, that it won't take long, my Lord ...

Después de esta estrofa, en respuesta a la repetición del título de la canción, Harrison diseñó una línea de coro cantando la alabanza «Aleluya», común en las religiones judía y cristiana. Más adelante en la canción, después de una pausa instrumental, el coro vuelve, aunque cantando gran parte del Mantra Hare Krishna:

Hare Krishna, Hare Krishna 
 Krishna Krishna, Hare Hare 
 Hare Rama, Hare Rama 
 Rama Rama, Hare Hare

Estas palabras en sánscrito son el mantra principal de la fe Hare Krishna, con la que Harrison se identificaba, aunque en realidad no llegó a pertenecer a ninguna organización espiritual. En su autobiografía I, Me, Mine, el músico explicó que la mezcla entre el góspel de «Hallelujah» y los coros de «Hare Krishna» tenía la intención de demostrar que las dos frases significan «exactamente lo mismo». Después de las frases en sánscrito, «hallelujah» se canta dos veces más antes de repetirse el mantra, junto con una antigua oración védica. Según la tradición hindú, esta oración está dedicada al maestro de un devoto espiritual o gurú y equipara al maestro con el divino Trimurti.

Gurur Brahmā, gurur Viṣṇur 
 gurur devo Maheśvaraḥ 
 gurus sākṣāt, paraṃ Brahma 
 tasmai śrī gurave namaḥ.

El autor Joshua Greene, antiguo devoto de ISKCON, tradujo la oración en el siguiente sentido: «Ofrezco un homenaje a mi gurú, que es tan grande como el creador Brahma, Vishnu el sustentador, Shiva el destructor, y que es la misma energía de Dios». La oración es la tercera estrofa del Guru Stotram, un himno de catorce estrofas en alabanza de los maestros espirituales hindúes.

## Versión de Billy Preston
Mientras The Beatles aun seguían juntos a fecha de diciembre de 1969, Harrison aún no tenía planes de hacer un álbum en solitario y ofreció en primera instancia «My Sweet Lord» a Edwin Hawkins. En su lugar, tras la gira con Delaney & Bonnie decidió finalmente grabarla con Billy Preston, a quien Harrison había producido su segundo disco para Apple Records, Encouraging Words. La grabación tuvo lugar en los Olympic Studios de Londres en enero de 1970, con Preston como principal músico y rodeado del guitarrista, el bajista y el batería de The Temptations. The Edwin Hawkins Singers estaban también de gira por el Reino Unido, por lo que Harrison los invitó a participar en la grabación.
La versión de Preston difirió de la siguiente grabación realizada por Harrison, al aparecer el término «hallelujah» de principio a fin en sustitución del mantra Hare Krishna. En su reseña de Encouraging Words, Bruce Eder de Allmusic describió «My Sweet Lord» y «All Things Must Pass», otra composición de Harrison originalmente grabada por Preston, como «impresionantes números de gospel... que hacen que las versiones de Harrison parezcan pálidas».
La versión de Preston fue un éxito menor en Europa cuando fue lanzada como sencillo en septiembre de 1970, de forma similar al álbum. La publicación del álbum y del sencillo fueron retrasadas durante al menos dos meses en los Estados Unidos, donde el segundo alcanzó el puesto noventa en la lista Billboard Hot 100 a finales de febrero de 1971, ayudado por el éxito de la versión de Harrison.

## Grabación
Cinco meses después de las sesiones en los Olympic Studios, y una vez separados The Beatles, «My Sweet Lord» fue una de la treintena de canciones que Harrison grabó para su triple álbum All Things Must Pass. En un principio, Harrison se mostró reticente a grabar la canción por miedo a comprometerse públicamente con un mensaje tan abiertamente religioso. Según el músico: «Me estaba jugando el cuello porque ahora tenía que vivir de algo, pero al mismo tiempo pensé: "Nadie está diciendo esto, me gustaría que alguien más lo estuviese haciendo"».

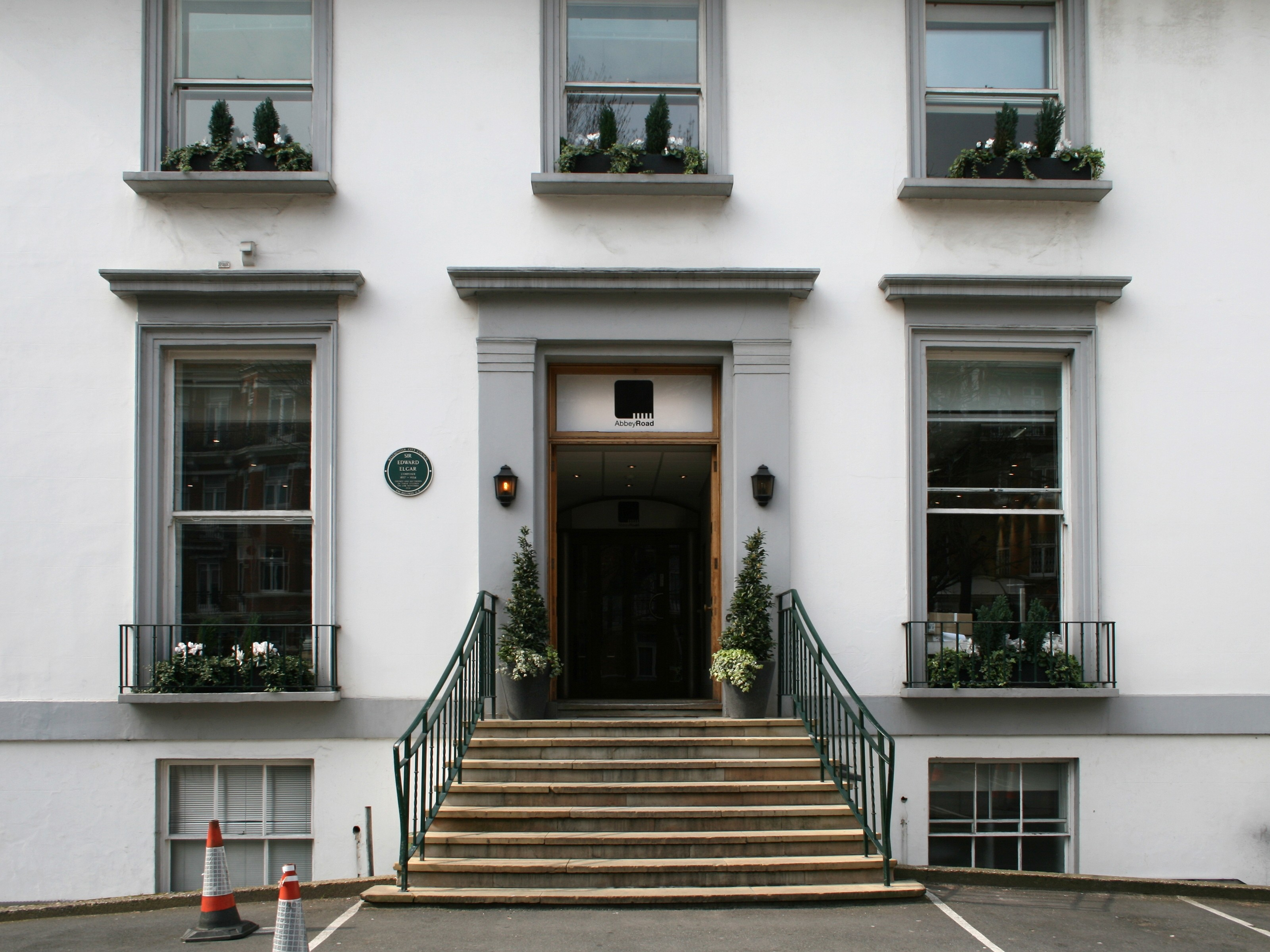
Abbey Road Studios, donde Harrison grabó «My Sweet Lord».

Con Phil Spector como coproductor en las sesiones de Abbey Road Studios, Preston volvió a tocar en la canción, junto a Eric Clapton, Ringo Starr, Jim Gordon y los cuatro miembros de Badfinger. La identidad del resto de los músicos presentes ha sido cuestionada, hasta el punto de que el batería  Alan White dijo haber participado en su grabación con Carl Radle al bajo, Starr a la batería y John Lennon entre los guitarristas. El punto de vista común, tras la investigación de Simon Leng, es que Harrison y Spector eligieron una serie de pistas de guitarras rítmicas antes de seleccionar la toma principal, que incluyó, entre otros, a Klaus Voormann al bajo y a Gary Wright en el teclado. Bruce Spizer sugirió que Peter Frampton podría haber añadido otra guitarra acústica después de la sesión principal. Los coros, todos realizados por Harrison y acreditados a The George O'Hara-Smith Singers, así como las partes de guitarra slide y la orquestación de John Barham fueron sobregrabadas a la pista principal durante los dos meses siguientes, parcialmente en los Trident Studios de Londres.
Leng describió la grabación como un sonido «trabajado a conciencia» que comienza con un bando de «repicantes» guitarras acústicas y las «florecientes» cuerdas de una cítara que introducen el motivo de la guitarra slide de Harrison. Cerca de los dos minutos de duración, después del puente, un sutil cambio de dos semitonos, de Mi mayor al poco usado Fa sostenido mayor, señala el fin de la extensa introducción de la canción. Este registro es complementado por la «cada vez más apasionada» voz de Harrison y la posterior «y oportuna reaparición» de dos guitarras slide gemelas, antes de que el coro comienza a cantar el mantra sánscrito y la oración védica. En una entrevista para el documental de Martin Scorsese George Harrison: Living in the Material World, Spector recordó que le gustó tanto el resultado de la grabación que insistió para que fuese el primer sencillo del álbum.

## Controversia
Una compañía de Nueva York, Bright Tunes, demandó a George Harrison por plagio musical. Durante el juicio, los expertos musicales intentaron explicar que la melodía de "My Sweet Lord" era muy similar a la de "He's So Fine", compuesta por Ronald Mack y lanzada en 1962 por The Chiffons. Finalmente Harrison fue multado por "plagio inconsciente", potencialmente provocado por un caso de criptomnesia.
La historiadora de la música Katia Chornik, en su estudio "Sounds of Memory: Music and Political Captivity in Pinochet's Chile (1973-1990)" ("Sonidos de memoria: música y cautividad política en el Chile de Pinochet") asegura que la canción fue utilizada durante interrogatorios a prisioneros políticos durante la dictadura militar de Augusto Pinochet.

## Versiones
Entre los artistas que han versionado esta canción están Megadeth, Julio Iglesias, Billy Preston (en el Concert for George, donde la interpreta junto con Paul McCartney, Eric Clapton y Ringo Starr), U2, Larry Norman y Ray Conniff.

## Posición en listas
| País                | Lista                       | Posición |
| ------------------- | --------------------------- | -------- |
| Alemania Occidental | Media Control Singles Chart | 1        |
| Australia           | Kent Music Report           | 1        |
| Austria             | Austrian Singles Chart      | 1        |
| Bélgica             | Ultratop Singles Chart      | 1        |
| Canadá              | RPM Singles Chart           | 1        |
| España              | Spanish Singles Chart       | 1        |
| Estados Unidos      | Billboard Hot 100           | 1        |
| Francia             | SNEP Singles Chart          | 1        |
| Irlanda             | Irish Singles Chart         | 1        |
| Japón               | Oricon Singles Chart        | 4        |
| Noruega             | Norwegian Singles Chart     | 1        |
| Países Bajos        | Dutch Singles Chart         | 1        |
| Reino Unido         | UK Singles Chart            | 1        |
| Sudáfrica           | Dutch Singles Chart         | 3        |

| País           | Lista                       | Posición |
| -------------- | --------------------------- | -------- |
| Canadá         | Canadian Singles Chart      | 1        |
| Estados Unidos | Billboard Hot 100           | 94       |
| Italia         | Italian Singles Chart       | 12       |
| Japón          | Oricon Weekly Singles Chart | 96       |
| Noruega        | Norwegian Singles Chart     | 18       |
| Países Bajos   | Dutch Singles Chart         | 46       |
| Reino Unido    | UK Singles Chart            | 1        |
| Suecia         | Swedish Singles Chart       | 56       |
| Suiza          | Swiss Singles Chart         | 61       |

## En La Cultura Popular
- En 2024, la serie de televisión The Grand Tour protagonizada por Jeremy Clarkson, James May y Richard Hammond utiliza la canción en el último episodio de este programa (denominado One for the Road) misma que suena al momento de que Jeremy apaga su micrófono junto con algunas escenas de despedida y una muy emotiva donde los 3 protagonistas se separan cada uno por su lado.[60]